# Spoorlijn Mainz - Frankfurt
De spoorlijn Mainz – Frankfurt am Main ook wel Mainbahn genoemd is een Duitse spoorlijn als lijn 3520 Mainz – Frankfurt en gedeeltelijk parallel aan dit traject lopende 3683 Kelsterbach – Flughafen Regionalbahnhof – Frankfurt-Goldstein onder beheer van DB Netze.
Parallel aan dit traject loopt aan de noordelijke oever van de Main de Taunusbahn tussen Frankfurt am Main Hauptbahnhof (vroeger Taunusbahnhof (Frankfurt)) en Wiesbaden Hauptbahnhof (vroeger Taunusbahnhof (Wiesbaden)).

## Geschiedenis
Het traject tussen Mainz en Frankfurt Forsthaus bij de tegenwoordige Friedensbrücke in de omgeving van de Main-Neckar-Bahnhof werd door de Hessische Ludwigs-Eisenbahn-Gesellschaft op 3 januari 1863 geopend.

### Overname
Op 1 april 1897 werd ook de Hessische Ludwigs-Eisenbahn-Gesellschaft genationaliseerd en de bedrijfsvoering ondergebracht bij de Preußischen Staatseisenbahnen.
De Preußischen Staatseisenbahnen ging op 1 april 1920 over in de "Länderbahnen" van de Deutsche Reichsbahn-Gesellschaft (DRG).

## Treindiensten

### Deutsche Bahn
De Deutsche Bahn verzorgt het personenvervoer op dit traject met RE- / RB-treinen.
- RB 75: Wiesbaden – Mainz – Mainz-Bischofsheim verder naar Darmstadt
- RE/SE 80: Frankfurt (Main) Hauptbahnhof – Frankfurt (Main) Flughafen Regionalbahnhof – Mainz verder naar Koblenz of naar Saarbrücken

### S-Bahn
De S-Bahn, meestal de afkorting voor Stadtschnellbahn, soms ook voor Schnellbahn, is een in Duitsland ontstaan (elektrisch) treinconcept, welke het midden houdt tussen de Regionalbahn en de Stadtbahn. De S-Bahn maakt meestal gebruik van de normale spoorwegen om grote steden te verbinden met andere grote steden of forensengemeenten. De treinen rijden volgens een vaste dienstregeling met een redelijk hoge frequentie.

#### S-Bahn Rhein-Main
De treinen van de S-Bahn Rhein-Main tussen Mainz en Frankfurt maken gebruik van dit traject.
- S8 Wiesbaden ↔ Hanau: Mainbahn - Flughafen-S-Bahn - Citytunnel - Kinzigtalbahn

## Aansluitingen
In de volgende plaatsen was of is er een aansluiting van de volgende spoorwegmaatschappijen:

### Mainz
- DB 3510 spoorlijn tussen Bingen en Mainz
- Rechte Rheinstrecke aansluiting naar spoorlijn tussen Köln en Wiesbaden
- Mainbahn spoorlijn tussen Mainz en Frankfurt
- Rhein-Main-Bahn spoorlijn van Wiesbaden over Mainz en Darmstadt naar Aschaffenburg
- Mainz - Ludwigshafen spoorlijn tussen Mainz en Ludwigshafen
- Alzey - Mainz spoorlijn tussen Alzey en Mainz
- Stadtwerke Mainz stadstram in Mainz
  - MVG stadstram in Mainz

### Mainzer Südbrücke
- De Mainzer Südbrücke is een spoorbrug over de Rijn en vormt de grens tussen de deelstaat Pfalz en de deelstaat Hessen.

### Frankfurt am Main

#### Frankfurt am Main Hauptbahnhof
- Taunusbahn spoorlijn tussen Frankfurt am Main en Wiesbaden
- Mainbahn spoorlijn tussen Mainz en Frankfurt am Main
- Main-Neckar-Eisenbahn spoorlijn tussen Frankfurt am Main en Heidelberg
- Main-Weser-Bahn spoorlijn tussen Kassel Hbf en Frankfurt am Main
- Main-Lahn-Bahn spoorlijn tussen Frankfurt am Main en Limburg an der Lahn
- Riedbahn spoorlijn tussen Frankfurt am Main en Mannheim / Worms / vroeger ook naar Darmstadt
- Kinzigtalbahn spoorlijn tussen Fulda en Frankfurt am Main
- Homburger Bahn spoorlijn tussen Frankfurt am Main via (Bad) Homburg naar Friedberg en Friedrichsdorf
  - Spoorlijn Friedberg - Friedrichsdorf spoorlijn tussen Friedberg en Friedrichsdorf
- Königsteiner Bahn spoorlijn tussen Frankfurt-Höchst en Königstein im Taunus
- Kronberger Bahn spoorlijn tussen Frankfurt-Rödelheim en Kronberg im Taunus
- Limesbahn spoorlijn tussen Bad Soden am Taunus en Niederhöchstadt
- Sodener Bahn spoorlijn tussen Frankfurt-Höchst en Bad Soden am Taunus
- Taunusbahn spoorlijn tussen Frankfurt am Main en Brandoberndorf
- Friedberg - Friedrichsdorf spoorlijn tussen Friedberg (Hessen) en Friedrichsdorf (Taunus)
- Niddertalbahn spoorlijn tussen Frankfurt am Main en Lauterbach Nord
- Frankfurt-Hanauer Eisenbahn spoorlijn tussen Frankfurt am Main en Hanau
- Dreieichbahn spoorlijn tussen Dreieich-Buchschlag en Dieburg
- Odenwaldbahn spoorlijn tussen Darmstadt / Hanau en Eberbach am Neckar
- S-Bahn Rhein-Main treindienst rond Frankfurt am Main
- Stadtwerke Verkehrsgesellschaft Frankfurt am Main mbH (VGF) stadstram en U-Bahn in Frankfurt en Offenbach

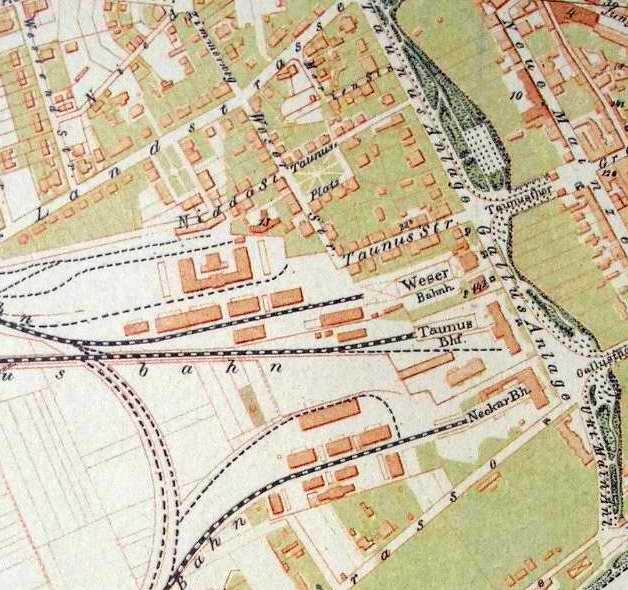
De Taunusbahnhof in Frankfurt en de andere stations rond 1860

#### Frankfurt am Main Main-Weser-Bahnhof
- Main-Weser-Bahn spoorlijn tussen Frankfurt am Main en Kassel

#### Frankfurt am Main Taunusbahnhof
- Taunus-Eisenbahn spoorlijn tussen Frankfurt am Main en Wiesbaden

#### Frankfurt am Main Main-Neckar-Bahnhof
- Main-Neckar-Bahn spoorlijn tussen Frankfurt am Main en Heidelberg

## Elektrische tractie
Het traject werd in 1960 geëlektrificeerd met een spanning van 15.000 volt 16⅔ Hz wisselstroom.